# Due nella folla
Due nella folla (Two in a Crowd) è un film del 1936 diretto da Alfred E. Green.

## Trama
Due giovani spiantati trovano mille dollari per terra e poiché hanno bisogno di più denaro iscrivono il cavallo di lui a una corsa investendo tutta la somma trovata.